# Lopezia racemosa
Lopezia racemosa là một loài thực vật có hoa trong họ Anh thảo chiều. Loài này được Cav. mô tả khoa học đầu tiên năm 1791.